# مينهارد مايكل موزر
مينهارد مايكل موزر (بالألمانية: Meinhard Michael Moser)‏ (و. 1924 – 2002 م) هو عالم نبات، وأستاذ جامعي، واخصائي فطريات من النمسا . ولد في إنسبروك .
توفي في إنسبروك .بسبب نوبة قلبية .